# Macrostemum hyalinum
Macrostemum hyalinum är en nattsländeart som först beskrevs av Francois Jules Pictet de la Rive 1836.  Macrostemum hyalinum ingår i släktet Macrostemum och familjen ryssjenattsländor. Inga underarter finns listade i Catalogue of Life.

## Bildgalleri

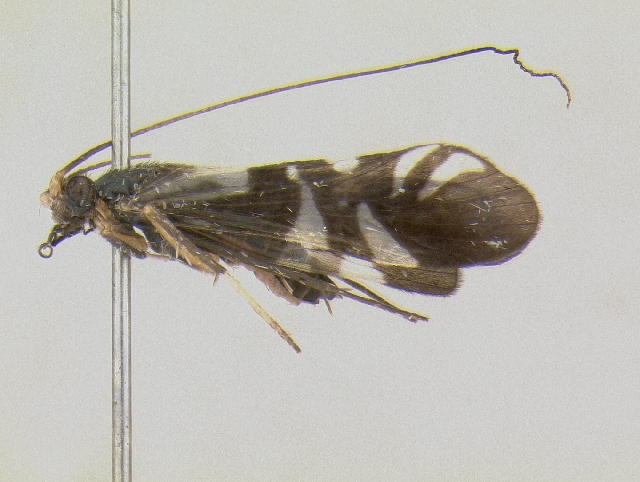